# Рыжов, Пётр Александрович
Рыжов, Пётр Александрович (1903 — 1974, Москва) — советский учёный-горняк, один из основателей научной школы горных геометров. Доктор технических наук, профессор, заведующий кафедрой геодезии и маркшейдерского дела Московского горного института (1950—1974).

## Биография
В 1921 г. по путевке комсомола поступил в Миасский горный техникум. По окончании техникума (1923 г.) два года работал штейгером на Кочканарском руднике. Осенью 1925 г. был направлен в Свердловск в Уральский горный институт. Одновременно с учебой работал техником-топографом на съемке площадки Тагильского вагоностроительного завода, прорабом Верхневинской геодезической экспедиции, прорабом Северо-Уральской геофизической экспедиции, начальником этой экспедиции.
Окончил Уральский горный институт по маркшейдерской специальности и был направлен в аспирантуру к проф. П. К. Соболевскому. Под его руководством П. А. Рыжовым была составлена геолого-геометрическая карта Кизеловского угольного бассейна, послужившая основой для шахтного строительства и эксплуатации бассейна.
В 1933 г. окончил аспирантуру и по распределению направлен для работы в должности доцента в Московский геолого-разведочный институт им. С. Орджоникидзе.
В 1935 г. ЦК ВКП(б) направляет П. А. Рыжова в г. Алма-Ату в Казахский горно-металлургический институт, в котором он проработал до 1943 г.
В 1937 г. в Московском геологоразведочном институте защитил кандидатскую диссертацию.
В 1941 г. выходит его первая книга «Геометрия недр».
В 1942 г. в Московском институте цветных металлов и золота им. М. И. Калинина блестяще защищает докторскую диссертацию и ему одновременно присваиваются ученая степень доктора технических наук и ученое звание профессора.
В 1943 г. проф. П. А. Рыжов по приказу Министерства угольной промышленности СССР переводится в Московский горный институт (сегодня — Горный институт НИТУ «МИСиС»), где работает вначале профессором, а затем с 1950 г. заведующим кафедрой маркшейдерского дела, которой он руководил до последних дней жизни.
В 1948—1950 гг. работу в МГИ совмещал с работой в Минвузе СССР в должности заместителя начальника Главного управления горно-металлургических вузов по научной и учебной работе. С 1950 г. более 15 лет был председателем и членом экспертной комиссии ВАКа.
П. А. Рыжов награжден орденом Трудового Красного Знамени (1948 г.) и многими медалями.
Скончался в 1974 г., похоронен на Родниковском кладбище.

## Научная и преподавательская деятельность
В Алма-Ате П. А. Рыжов создает и руководит учебными и научными лабораториями, горно-геометрическими партиями. Под его руководством проводятся научные исследования по снижению потерь на рудниках цветных металлов Казахстана, механике массива горных пород, структуре рудных полей и геометризации крупных месторождений полезных ископаемых Джезказганского, Лениногорского, Ачисайского, Текелийского и др., послужившие основой для рациональной разведки, эффективной и качественной выемки руд с наименьшими потерями и разубоживанием. В Казахстане П. А. Рыжов создает горно-геометрическую школу, многие его ученики становятся впоследствии крупными учеными — академики АН КазССР Ж. С. Ержанов, Ж. М. Канлыбаева, член-корреспондент АН КазССР А. Ж. Машанов и др.
Накопленный опыт геометризации месторождений полезных ископаемых Урала и Казахстана молодой ученый П. А. Рыжов обобщил в книге «Геометрия недр», изданной в 1941 г. В этой книге автор развил теоретические основы геометрии недр, убедительно показал значение геометризации недр при решении многих задач горного и геологоразведочного дела, которые существующими методами
не могли быть решены. В подтверждение этого привел многочисленные прекрасно иллюстрированные примеры.
В Московском горном институте профессор П. А. Рыжов много внимания уделяет организации и совершенствованию учебного процесса, созданию лабораторной базы. Укрепляет связь кафедры с горной промышленностью. Организует и руководит научно-исследовательскими работами кафедры по актуальным проблемам, выдвигаемым горной промышленностью.
Под его руководством на основе широкого применения математической статистики совершенствуются методы и проводится геометризация угольных месторождений Донбасса и Подмосковного буроугольного бассейна, многих полиметаллических, железорудных, золоторудных и других месторождений; проводятся глубокие исследования в лабораторных и натурных условиях проявления горного давления и сдвижения горных пород с учетом структуры горного массива, а также в области методики и новой техники маркшейдерских работ.
Под руководством П. А. Рыжова подготовлено более 100 кандидатов наук и 10 докторов наук (Г. И. Вилесов, А. А. Трофимов, В. А. Романов, Ф. Ф. Павлов, В. А. Букринский, В. М. Гудков, В. И. Борщ-Компониец и др.).

## Избранные труды
Профессор П. А. Рыжов — автор ряда оригинальных учебников, монографий, учебных пособий по основным дисциплинам
маркшейдерской специальности:
- «Геометрия недр» (три издания: Гостоптехиздат, 1941; Углетехиздат, 1952; Недра, 1964);
- «Маркшейдерское дело» (Металлургиздат, 1958);
- «Проекции, применяемые в маркшейдерском деле» (Углетехиздат, 1951);
- «Применение математической статистики при разведке недр» (Недра, 1966);
- «Математическая статистика в горном деле» (Высшая школа, 1973);
- «Некоторые приложения теории вероятностей и математической статистики в горном деле» (МГИ, 1970).